# Gran Premio de Suecia de Motociclismo de 1990
El Gran Premio de Suecia de Motociclismo de 1990 fue la decimosegunda prueba de la temporada 1990 del Campeonato Mundial de Motociclismo. El Gran Premio se disputó el 12 de agosto de 1990 en el Circuito de Anderstorp.
La carrera de MotoGP fue ganada por Wayne Rainey, seguido de Eddie Lawson y Wayne Gardner. Carlos Cardús ganó la prueba de 250cc, por delante de John Kocinski y Masahiro Shimizu. La carrera de 125cc fue ganada por Hans Spaan, Alessandro Gramigni fue segundo y  Doriano Romboni tercero.

### Resultados 500cc
El estadounidense Wayne Rainey obtuvo su sexto triunfo de la temporada y ahora tiene 47 puntos en la clasificación general sobre su compatriota Kevin Schwantz, obligado a retirarse después de comenzar desde la pole position. Como sucedió en otras carreras del año, los pilotos clasificados eran menos de 15 y no todos los puntos disponibles fueron otorgados.

| Pos.    | Piloto               | Moto   | Tiempo    | Pts. |
| ------- | -------------------- | ------ | --------- | ---- |
| 1       | Wayne Rainey         | Yamaha | 46.01.689 | 20   |
| 2       | Eddie Lawson         | Yamaha | 46.02.838 | 17   |
| 3       | Wayne Gardner        | Honda  | 46.05.253 | 15   |
| 4       | Michael Doohan       | Honda  | 46.24.024 | 13   |
| 5       | Niall Mackenzie      | Suzuki | 46.51.022 | 11   |
| 6       | Carl Fogarty         | Honda  | 47.09.662 | 10   |
| 7       | Jean-Philippe Ruggia | Yamaha | 47.10.530 | 9    |
| 8       | Juan Garriga         | Yamaha | 47.22.120 | 8    |
| 9       | Alex Barros          | Cagiva | 1 Vuelta  | 7    |
| 10      | Ron Haslam           | Cagiva | 1 Vuelta  | 6    |
| 11      | Marco Papa           | Honda  | 1 Vuelta  | 5    |
| 12      | Cees Doorakkers      | Honda  | 2 Vueltas | 4    |
| 13      | Peter Linden         | Honda  | 2 Vueltas | 3    |
| Ret     | Randy Mamola         | Cagiva | Ret       |      |
| Ret     | Kevin Schwantz       | Suzuki | Ret       |      |
| Ret     | Eero Kuparinen       | Honda  | Ret       |      |
| Ret     | Andreas Leuthe       | Honda  | Ret       |      |
| DNS     | Christian Sarron     | Yamaha | DNQ       |      |
| Fuente: |                      |        |           |      |

### Resultados 250cc
Tercera victoria de la temporada del español Carlos Cardús que aumenta se ventaja en la clasificación general por delante del estadounidense John Kocinski, que en esta ocasión fue segundo.
| Pos.    | Piloto               | Moto     | Tiempo    | Pts. |
| ------- | -------------------- | -------- | --------- | ---- |
| 1       | Carlos Cardús        | Honda    | 40.03.639 | 20   |
| 2       | John Kocinski        | Yamaha   | 40.03.719 | 17   |
| 3       | Masahiro Shimizu     | Honda    | 40.03.938 | 15   |
| 4       | Luca Cadalora        | Yamaha   | 40.04.023 | 13   |
| 5       | Helmut Bradl         | Honda    | 40.05.443 | 11   |
| 6       | Jacques Cornu        | Honda    | 40.07.828 | 10   |
| 7       | Martin Wimmer        | Aprilia  | 40.19.018 | 9    |
| 8       | Wilco Zeelenberg     | Honda    | 40.21.467 | 8    |
| 9       | Àlex Crivillé        | Yamaha   | 40.21.566 | 7    |
| 10      | Dominique Sarron     | Honda    | 40.21.572 | 6    |
| 11      | Loris Reggiani       | Aprilia  | 40.43.710 | 5    |
| 12      | Alberto Puig         | Yamaha   | 40.53.439 | 4    |
| 13      | José Barresi         | Yamaha   | 41.07.242 | 3    |
| 14      | Kevin Mitchell       | Yamaha   | 41.07.398 | 2    |
| 15      | Renzo Colleoni       | Aprilia  | 41.07.479 | 1    |
| 16      | Andreas Preining     | Honda    | 41.12.488 |      |
| 17      | Didier de Radiguès   | Aprilia  | 41.34.467 |      |
| 18      | Alberto Rota         | Aprilia  | 41.34.737 |      |
| 19      | Hans Becker          | Yamaha   | 41.40.806 |      |
| 20      | Urs Jücker           | Yamaha   | 41.40.815 |      |
| 21      | Erich Neumair        | Yamaha   | 41.40.960 |      |
| Ret     | Adrien Morillas      | Aprilia  | Ret       |      |
| Ret     | Jorge Martínez Aspar | JJ Cobas | Ret       |      |
| Ret     | Harald Eckl          | Aprilia  | Ret       |      |
| Ret     | Heinz Schmid         | Honda    | Ret       |      |
| Ret     | Bernard Haenggeli    | Aprilia  | Ret       |      |
| Ret     | Andrea Borgonovo     | Aprilia  | Ret       |      |
| Ret     | Jochen Schmid        | Honda    | Ret       |      |
| Ret     | Peter Linden         | Honda    | Ret       |      |
| Ret     | Paolo Casoli         | Yamaha   | Ret       |      |
| Fuente: |                      |          |           |      |

### Resultados 125cc
Carrera muy combativa de 125, con los primeros 10 pilotos en menos de tres segundos. Se impuso el holandés Hans Spaan por delante de dos pilotos italianos Alessandro Gramigni y Doriano Romboni. En la clasificación general, el italiano Loris Capirossi y el alemán Stefan Prein lideran la general con 13 puntos de ventaja sobre Spaan.
| Pos.    | Piloto               | Moto      | Tiempo    | Pts. |
| ------- | -------------------- | --------- | --------- | ---- |
| 1       | Hans Spaan           | Honda     | 39.33.943 | 20   |
| 2       | Alessandro Gramigni  | Aprilia   | 39.34.835 | 17   |
| 3       | Doriano Romboni      | Honda     | 39.34.901 | 15   |
| 4       | Stefan Prein         | Honda     | 39.35.096 | 13   |
| 5       | Fausto Gresini       | Honda     | 39.35.193 | 11   |
| 6       | Adi Stadler          | JJ Cobas  | 39.35.527 | 10   |
| 7       | Loris Capirossi      | Honda     | 39.35.579 | 9    |
| 8       | Dirk Raudies         | Honda     | 39.35.816 | 8    |
| 9       | Julián Miralles      | JJ Cobas  | 39.35.880 | 7    |
| 10      | Alfred Waibel        | Honda     | 39.36.721 | 6    |
| 11      | Heinz Lüthi          | Honda     | 39.41.960 | 5    |
| 12      | Gabriele Debbia      | Aprilia   | 39.42.980 | 4    |
| 13      | Steve Patrickson     | Honda     | 39.49.243 | 3    |
| 14      | Johnny Wickström     | JJ Cobas  | 39.51.360 | 2    |
| 15      | Robin Appleyard      | Honda     | 39.51.650 | 1    |
| 16      | Hisashi Unemoto      | Honda     | 39.52.684 |      |
| 17      | Jorge Martínez Aspar | JJ Cobas  | 39.55.457 |      |
| 18      | Robin Milton         | Honda     | 40.04.224 |      |
| 19      | Herri Torrontegui    | Honda     | 40.11.728 |      |
| 20      | Emilio Cuppini       | Honda     | 40.11.838 |      |
| 21      | Manuel Herreros      | JJ Cobas  | 40.12.296 |      |
| 22      | Flemming Kistrup     | Honda     | 40.22.331 |      |
| 23      | Ralf Waldmann        | Rotax     | 40.22.938 |      |
| 24      | Antonio Sánchez      | JJ Cobas  | 40.24.614 |      |
| 25      | Hans Koopman         | Honda     | 40.29.832 |      |
| 26      | Peter Galvin         | Honda     | 40.36.343 |      |
| 27      | Jean-Claude Selini   | Honda     | 40.41.392 |      |
| 28      | Stefan Brägger       | Aprilia   | 40.41.735 |      |
| 29      | Maurizio Vitali      | Gazzaniga | 1 Vuelta  |      |
| Ret     | Mike Leitner         | Honda     | Ret       |      |
| Ret     | Allan Scott          | Honda     | Ret       |      |
| Ret     | Jaime Mariano        | Honda     | Ret       |      |
| Ret     | Hubert Abold         | Rotax     | Ret       |      |
| Ret     | Manuel Hernández     | Honda     | Ret       |      |
| Ret     | Luis Miguel Reyes    | Gazzaniga | Ret       |      |
| Ret     | Kinya Wada           | Honda     | Ret       |      |
| DNQ     | Hervé Duffard        | Honda     | DNQ       |      |
| DNQ     | Peter Öttl           | Rotax     | DNQ       |      |
| DNQ     | Bady Hassaine        | Honda     | DNQ       |      |
| DNQ     | Stefan Kurfiss       | Honda     | DNQ       |      |
| DNQ     | Taru Rinne           | Honda     | DNQ       |      |
| DNQ     | Stefan Dörflinger    | Aprilia   | DNQ       |      |
| DNQ     | Stuart Edwards       | Honda     | DNQ       |      |
| DNQ     | Mike Stief           | Rotax     | DNQ       |      |
| DNQ     | Luis Álvaro          | Honda     | DNQ       |      |
| DNQ     | Gabriele Gnani       | Gnani     | DNQ       |      |
| Fuente: |                      |           |           |      |